# Bragelogne-Beauvoir
 Bragelogne-Beauvoir  es una población y comuna francesa, en la región del Gran Este, departamento de Aube, en el distrito de Troyes y cantón de Les Riceys.
Forma parte de la Vía de Vézelay en el peregrinaje a Santiago de Compostela. Por ese motivo aparece una vieira en su escudo.

## Demografía
| 329 | 298 | 277 | 265 | 284 | 272 |
| Para los censos de 1962 a 1999 la población legal corresponde a la población sin duplicidades (Fuente: INSEE [Consultar]) |     |     |     |     |     |